# Waharday
Waharday est un hameau de la commune belge de Rendeux située en Région wallonne dans la province de Luxembourg. Avant la fusion des communes de 1977, Waharday faisait déjà partie de la commune de Rendeux.

## Situation
Ce hameau ardennais se situe sur une colline surplombant au nord-ouest la vallée d'un petit ruisseau affluent en rive gauche de l'Ourthe. Il se trouve à environ 5 km au sud-ouest de Rendeux-Bas et à 3 km au nord de Chéoux.

## Description
Dans un environnement de prairies bordées au nord-ouest par un important massif forestier, Waharday s'est surtout implanté le long d'une route en côte (rue des Bruyères) qui mène à la croix Notre-Dame des Champs ainsi qu'à une table d'orientation.
Le hameau est principalement composé de fermes traditionnelles en long du XIXe siècle et surtout du XXe siècle bâties en moellons de grès schisteux.

## Patrimoine
- En face de l'ancienne école, se trouve une chapelle bâtie en 1963 par l'architecte Lucien Kroll en moellons de grès sous toiture d'ardoises. Elle se trouve à l'emplacement d'une précédente chapelle du XIXe siècle[1].
- Une demi-douzaine de croix de chemin, ainsi qu'une petite chapelle en brique.